# لينكولن أفياتور
لنكولن أفياتور هي سيارة رياضية متعددة الأغراض من إنتاج شركة لنكولن، أنتجت في عام 2002 وتوقف إنتاجها في عام 2005.

## وصلات خارجية
- الموقع الرسمي